# Jochen Achilles
Jochen Achilles (* 23. März 1948 in Wiesbaden) ist ein deutscher Anglist, Amerikanist und Hochschullehrer.

## Leben und Wirken
Jochen Achilles begann sein Studium an der Universität Mainz mit dem Fach Rechtswissenschaft, wechselte dann aber zu den Fächern Anglistik, Amerikanistik, Germanistik und Philosophie. Hinzu kam ein Studienaufenthalt an der University of Birmingham. 1972 legte er das erste Staatsexamen für den höheren Schuldienst für die Fächer Englisch und Deutsch ab. Anschließend war er als wissenschaftlicher Mitarbeiter bzw. Hochschulassistent am Seminar für Englische Philologie in Mainz tätig und promovierte dort 1978. Seine Habilitation für das Fach Englische Philologie erfolgte 1988. In der Zeit zwischen 1991 und 1996 übernahm er Lehrstuhlvertretungen an den Universitäten Konstanz, Gießen und Saarbrücken. 1992/93 war er Gastprofessor an der Georgia State University. Ende 1999 wurde Achilles als Nachfolger von Gerhard Hoffmann Lehrstuhlinhaber für Amerikanistik an der Universität Würzburg. 2013 wurde er emeritiert. Ab 2014 lehrte er als außerplanmäßiger Professor an der Universität Mainz.
In seinen Veröffentlichungen beschäftigt sich Achilles mit irischer Literatur, dem Schauerroman und neuerer amerikanischer Literatur, insbesondere der Postmoderne.

## Veröffentlichungen (Auswahl)
- Drama als problematische Form. Der Wandel zu nichtrealistischer Gestaltungsweise im Werk Sean O'Caseys (= Sprache und Literatur, Bd. 15). Lang, Frankfurt/M. 1979, ISBN 3-8204-6346-1 (= Dissertation Universität Mainz).
- Von der Moderne zur Postmoderne. Zu den Entstehungsbedingungen einer neuen Ästhetik. In: Gerhard Hoffmann (Hrsg.): Der zeitgenössische amerikanische Roman. Bd. 2 (= UTB, Bd. 1195). Fink, München 1988, S. 7–30, ISBN 3-7705-2084-X.
- Sheridan LeFanu und die schauerromantische Tradition. Zur psychologischen Funktion der Motivik von Sensationsroman und Geistergeschichte (= Studies in English and comparative literature, Bd. 7). Narr, Tübingen 1991, ISBN 3-87808-687-3 (= Habilitationsschrift Universität Mainz).
- (Hrsg., mit Rüdiger Imhof): Irische Dramatiker der Gegenwart. Wissenschaftliche Buchgesellschaft, Darmstadt 1996, ISBN 3-534-12656-4.
- (Hrsg., mit Carmen Birkle): (Trans)Formations of cultural identity in the English-speaking world (= Anglistische Forschungen, Bd. 251). Winter, Heidelberg 1998, ISBN 3-8253-0565-1.
- (Hrsg.): Global challenges and regional responses in contemporary drama in English (= Contemporary drama in English, Bd. 10). Wiss. Verlag Trier, Trier 2003, ISBN 3-88476-590-6.
- (Hrsg.): Representations of evil in fiction and film (= Anglistik – Amerikanistik – Anglophonie, Bd. 11). Wiss. Verlag Trier, Trier 2009, ISBN 978-3-86821-126-9.
- (Hrsg.): Liminale Anthropologien. Zwischenzeiten, Schwellenphänomene, Zwischenräume in Literatur und Philosophie. Königshausen & Neumann, Würzburg 2012, ISBN 978-3-8260-5036-7.
- Bewußtseinsspaltung und Gesellschaftskritik in amerikanischer Fiktion von Edgar Allan Poe bis Bret Easton Ellis. In: Gerhard Penzkofer/Irmgard Scharold (Hrsg.): WahnSinn in Literatur und Künsten (= Würzburger Ringvorlesungen, Bd. 10). Königshausen & Neumann, Würzburg 2017, S. 331–364, ISBN 3-8260-5381-8. m
- (Hrsg., mit Ina Bergmann): Liminality and the short story. Boundary crossings in American, Canadian, and British writing (= Routledge interdisziplinary perspectives on literature, Bd. 34). Routledge, London 2019, ISBN 978-0-367-86930-4.

Außerdem zahlreiche Aufsätze in Fachzeitschriften und Sammelbänden.